# Parada do Sil
Parada do Sil (Parada de Sil; em espanhol, Parada del Sil) é um município da Espanha na província de Ourense, comunidade autónoma da Galiza, de área 62,43 km² com 
população de 752 habitantes (2007) e densidade populacional de 12,57 hab/km².

## Demografia
| Variação demográfica do município entre 1991 e 2004 | Variação demográfica do município entre 1991 e 2004 | Variação demográfica do município entre 1991 e 2004 | Variação demográfica do município entre 1991 e 2004 |
| --------------------------------------------------- | --------------------------------------------------- | --------------------------------------------------- | --------------------------------------------------- |
| 1991                                                | 1996                                                | 2001                                                | 2004                                                |
| 1088                                                | 980                                                 | 841                                                 | 788                                                 |